# Жарко Мамула
Жарко Мамула (Нова Градишка, 21. јул 1960) хрватски је певач забавне музике.

## Биографија
Као студент, био је члан разних загребачких подрумских рок група. С обзиром да је студентски џепарац увек мали, све чешће је одлазио на комерцијалне наступе и љетње ангажмане на неку од јадранских тераса.
Случајан сусрет са композитором и вођом групе Пепел ин кри - Тадејем Хрушоваром, био је довољан да му овај понуди место соло певача у групи за наступ на фестивалу Сплит '84 уместо Ота Пестнера, који је имао унапред заказану турнеју по СССР-у. Ипак, на први запаженији солистички наступ морао је сачекати београдски МЕСАМ '84 године, где је певао Хрушоварову песму Гордана, за коју је сам написао текст.
Ту су га уочили ловци на младе таленте из Концертне дирекције Загреб, где му нуде да га пошаљу на Међународни фестивал у Дрездену (Немачка Демократска Република) '85, с којим Концертна дирекција Загреб годинама успешно сарађује. 
Иза псеудонима Нел Санто и песама Клаудија (Гордана) и Када звијезда гасне (обе отпеване на немачком језику), осваја награду публике и Grand Prix фестивала.

## Фестивали
Међународни фестивал Дрезден:
- Клаудија / Када звијезда гасне, награда публике и Grand Prix фестивала, '85

Сплит:
- Реци ми пјесмом (са групом Пепел ин кри), '84
- Портуни (са групом Пепел ин кри), '85
- Расти земљо (Вече Устанак и море), '86
- Оли било, оли црно (са Аном Сасо и клапом Шибеник), '86
- Оли било, оли црно (Вече Ненада Виловића, са Аном Сасо и клапом Шибеник), 2023
- Врати се (Вече Теа Трумбића), 2024

МЕСАМ:
- Гордана (са групом Пепел ин кри), '84
- Једна жена (са групом Пепел ин кри), '85
- Адио љубави, '86

Мелодије морја ин сонца, Порторож:
- Гитаре сунца, '85

Опатија:
- Ја те чувам, '86

Загреб:
- Плави чуперак, '86

Кареневал фест, Цавтат:
- Твоја рука нек' ме чува, '86

Макфест, Штип:
- Чао Марија, '86

Ваш шлагер сезоне, Сарајево:
- Пробуди ми срце, '87
- Пођимо до звијезда, '88

Крапина:
- Кад звезде светлију, '87